# Гриценки
Гриценки (укр. Гриценки) — село в Красиловском районе Хмельницкой области Украины.
Население по переписи 2001 года составляло 351 человек. Почтовый индекс — 31015. Телефонный код — 3855. Занимает площадь 1,146 км². Код КОАТУУ — 6822782501.

## Местный совет
31015, Хмельницкая обл., Красиловский р-н, с. Гриценки, ул. Октябрьская, 17